# Butch van Breda Kolff
Willem Hendrik "Butch" van Breda Kolff (28 de outubro de 1922, Glen Ridge – 22 de agosto de 2007) foi um jogador e treinador de basquetebol norte-americano. Ele jogou basquetebol colegial pra Universidade de Nova Iorque e mais tarde passou quatro temporadas jogando pelo New York Knicks pela NBA (1946-50). Em 1967 ele tornou-se treinador chefe do Los Angeles Lakers, e levou-os para as finais da NBA em 1968 e 1969 perdendo ambas as vezes para o Boston Celtics. Van Breda Kolff também treinou o
Detroit Pistons, Phoenix Suns e New Orleans Jazz, compilando o registro global 266-253.